# Laurent Chemla
Pour les articles homonymes, voir Chemla.
 (septembre 2021).
Laurent Chemla, né le 11 mars 1964, est un informaticien et entrepreneur français.
Précurseur dans le domaine d'Internet, il est notamment le cofondateur de Gandi, principal registraire de nom de domaine français.

## Biographie
Il a participé à la mise en place du BBS pour le support des développeurs Atari.
Il est le premier informaticien français à avoir été inculpé puis relaxé pour piratage informatique depuis un Minitel, en 1986.
Durant les années 1990, employé dans l'entreprise française BrainStorm, il a participé au développement de logiciels sur la gamme de micro-ordinateurs Atari 16/32 bits (ex. : Atari ST) :
- Adebog[6] : un débogueur, nommé Adebug en anglais. C'est un concurrent du logiciel MonST fourni avec Devpac, tous deux édités par l'entreprise HiSoft Systems (en) ;
- Assemble[7] : un programme assembleur, concurrent de Devpac ;
- Kit de développement Jaguar.

En 1999, il fonde Gandi, principal registrar français avec Valentin Lacambre, Pierre Beyssac et David Nahmias.
En 2002, il écrit le livre Confessions d'un voleur : Internet, la liberté confisquée, où il décrit sa vision d'Internet : « Je me souviens qu’à cette époque, quand je disais « Internet », mes amis me regardaient comme si je débarquais d’une autre planète. J’avais beau leur dire que ce bidule allait révolutionner le savoir humain, ils me regardaient d’un air apitoyé et retournaient à leur travail. » Ce livre est gratuitement consultable sur Internet.
En 2013, peu après les révélations sur le programme PRISM, il annonce son intention de relancer le projet « Caliop » dont il est à l'origine[réf. nécessaire]. Caliop, renommé Caliopen à la suite d'un problème juridique, soutenu par Laurent Chemla et une communauté, est un outil de communication open-source qui a pour objectif de permettre les communications des utilisateurs de manière chiffrée et respectueuse de leur vie privée.
Le 28 mars 2014, il intègre le comité stratégique de l'association La Quadrature du Net.
En août 2013, il commence à travailler sur CaliOpen, un agrégateur de messagerie instantanée, qui débutera officiellement le 17 octobre 2016.
En 2019, des utilisateurs de Twitter dénoncent le fait d’avoir été bloqués sur le réseau social par certains comptes, notamment ceux des journalistes David Dufresne et Taha Bouhafs. Selon ces utilisateurs, ce blocage serait dû au fait qu'ils figurent sur une liste de plusieurs dizaines de milliers d'internautes, tenue par Laurent Chemla. Les bloqués accusent Laurent Chemla de les avoir fichés en raison de leur opinion politique « de droite, extrême droite », ainsi que d'avoir rendu ce fichage politique public sur Internet. Certains ont envoyé leur message à la CNIL, la loi relative à l'informatique, aux fichiers et aux libertés « interdisant en France de traiter des données à caractère personnel qui révèlent […] les opinions politiques […] d'une personne physique ».
Contacté par le journal Libération, Laurent Chemla confirme être le créateur d'une liste qui était disponible sur l'application web Block Together, qui permet de partager une liste de blocage avec d'autres utilisateurs. Il se défend néanmoins de tout fichage politique pour établir ce répertoire et conteste l'accusation de ficher des personnes pour qu'elles soient « censurées de Twitter ».